# Beketinec
Beketinec – wieś w Chorwacji, w żupanii kopriwnicko-kriżewczyńskiej, w mieście Križevci. W 2021 roku liczyła 31 mieszkańców.